# Iglesia de San Juan Bautista (Cabezas del Villar)
La iglesia parroquial de  san Juan Bautista en Cabezas del Villar (Ávila, España), es una obra del siglo XVI, construida en sillería de granito, de una sola nave con cabecera poligonal y torre a los pies.
La cabecera consta de tres paños en el testero, con sus respectivos contrafuertes. La nave debió cubrirse originariamente con armadura de madera, cubriéndose en época barroca por bóvedas encamonadas que en la actualidad han sido sustituidas por armadura de madera de par y nudillo. A los pies de la nave se levanta el coro sobre arco escarzano de rosca baquetonada y adornada de rosetas que se prolongan por las jambas. La torre consta de tres cuerpos, los inferiores ciegos, y el superior abierto para campanas. En el primer cuerpo de la torre, se abre la capilla bautismal, cubierta con bóveda de crucería.
El acceso a la iglesia se realizaba mediante arco de medio punto de gran dovelaje, abierto en su lado norte y hoy inutilizado, abriéndose al sur otro acceso con arco carpanel enmarcado en alfiz entre dos contrafuertes, del siglo XVI, al que posteriormente se añade un pórtico.